# Madżdi Mahmud Jusuf
Madżdi Mahmud Jusuf (arab. مجدي محمود يوسف) – egipski zapaśnik walczący w stylu klasycznym. Złoty medalista igrzysk afrykańskich w 1995. Zdobył cztery złote medale na mistrzostwach Afryki, w 1992, 1996, 1997 i 2002. Srebrny i brązowy medalista igrzysk śródziemnomorskich w 1993 i igrzysk panarabskich w 1992. Mistrz arabski w 1995 i wicemistrz w 2002. Piąty w Pucharze Świata w 1991 i 1994 roku.